# Gunnar Svensson (1906–1988)
Gunnar Svensson, född 23 mars 1906 i Örby i Älvsborgs län, död 25 juni 1988 i Borås, var en svensk målare.
Han var son till textilarbetaren Salomon Svensson och Anna Mathilda Träns och från 1945 gift med Elsa Karolina Andersson. Svensson studerade konst för Helmer Osslund och har likt denne i första hand varit verksam som landskapsmålare men till skillnad från Osslund är hans verk mer av en konventionell realistisk stil. Han medverkade i samlingsutställningar med Borås och Sjuhäradsbygdens konstförening på Borås konstmuseum från 1936. Hans konst består förutom landskap av figurer utförda i olja eller pastell samt smärre scendekorativa uppdrag.